# ディナ・アスティタ
ディナ・アスティタ（Dina Astita）はインドネシアの教師。
2004年に発生した、スマトラ島沖地震から生還し、彼女が住んでいるところから遠く離れたスマトラ島の町で2004年から2005年にかけて学校教育が再開されるように尽力した。
彼女の津波からの復興を目指す努力がアメリカの週刊誌タイムに認められ、2005年の世界で最も影響力のある100人のうちの一人に選ばれた。